# Cultura assíria
A cultura dos assírios é distinta das dos grupos étnicos vizinhos, bem como antiga. Muitos assírios (estimativas de falantes fluentes variam de 500.000) ainda falam, leem e escrevem vários dialetos do aramaico oriental influenciados pelo acádio, rotulados pelos linguistas como neoaramaico do nordeste e neoaramaico central. Eles são predominantemente adeptos de várias denominações de cristianismo siríaco, notadamente a Igreja Antiga do Oriente, a Igreja Assíria do Oriente, a Igreja Católica Caldeia, a Igreja Católica Siríaca e a Igreja Ortodoxa Siríaca. Alguns são seguidores da Igreja Pentecostal Assíria e Igreja Evangélica Assíria. Uma minoria é secular ou irreligiosa.

## Celebrações anuais
Os assírios celebram muitos tipos diferentes de tradições dentro de suas comunidades, com a maioria das tradições ligadas à religião de alguma forma. Alguns incluem dias de festa (siríaco: hareh) para diferentes santos padroeiros, a Rogação dos Ninivitas (ܒܥܘܬܐ ܕܢܝܢܘܝ̈ܐ, Baʿutha d-Ninwaye), Dia da Ascensão (Kalo d-Sulaqa), e o mais popular, o Kha b-Nisan (ܚܕ ܒܢܝܣܢ, 'Primeiro de Abril'). Algumas dessas tradições são praticadas pelos assírios há mais de 1.500 anos.

### Yawma d-Sahdhe('Dia dos Mártires')

Um estilizado Ṭabbakh (ܛܒܚ, 'Agosto') em siríaco com o número 7 é frequentemente o símbolo que marca o Dia dos Mártires

O massacre de Simele (ܦܪܡܬܐ ܕܣܡܠܐ, Pramta d-Simmele) foi o primeiro de muitos massacres cometidos pelo governo iraquiano durante o ataque sistemático aos assírios do norte do Iraque em agosto de 1933. A matança que continuou entre 63 aldeias assírias nos distritos de Dohuk e Nínive levaram à morte de cerca de 3.000 assírios.
7 de Agosto ficou conhecido como Dia dos Mártires (ܝܘܡܐ ܕܣܗܕ̈ܐ, Yawma d-Sahdhe) ou Dia Nacional de Luto pela comunidade assíria em memória do massacre de Simele como foi declarado pela Aliança Universal Assíria em 1970. Em 2004, o governo sírio proibiu a organização política assíria e a comunidade assíria da Síria de comemorar o evento, e ameaçou prisões se alguém quebrasse a proibição.

### Resha d-Nisan('Início da Primavera' ou 'Ano Novo Assírio')
O festival de ano novo assírio, conhecido como Resha d-Nisan (literalmente 'Cabeça de abril'), é comemorado no primeiro dia da primavera e continua por 12 dias.
As celebrações envolvem a realização de desfiles e festas, aglomerações em clubes e instituições sociais e ouvir poetas recitando "a História da Criação."[carece de fontes?] Os homens e mulheres vestem roupas tradicionais e dançam nos parques por horas.
Após a formação do Estado turco na década de 1920, Resha d-Nisan, juntamente com o curdo Noruz, foram proibidos de serem celebrados em público. Os assírios na Turquia foram autorizados a celebrar publicamente Resha d-Nisan pela primeira vez em 2006, depois que os organizadores receberam permissão do governo para organizar o evento, à luz das reformas democráticas adotadas em apoio à candidatura da Turquia à União Europeia.

### Kalo d-Sulaqa('Noiva da Ascensão')
A lenda de Kalo d-Sulaqa fala de um jovem Malik Shalita, governador da capital da pátria assíria, Mossul, que foi notado pela primeira vez por Tamerlão depois de ter lutado com sucesso e derrotado seu ataque inicial à cidade. A batalha é então descrita como combatentes da liberdade, cristãos e muçulmanos, defendidos contra o ataque mongol.
Foi nessa época que, segundo a lenda, a esposa de Malik Shalita organizou mulheres assírias vestidas de branco e recebeu a responsabilidade de coletar provisões das cidades próximas para alimentar os homens que lutavam no front.  Tendo ouvido o destino que se abateu sobre seus compatriotas em Tikrit e Mardin, eles sabiam muito bem o destino que os aguardava se perdessem esta batalha. Em vez de correr e se esconder, as mulheres se prepararam para a batalha e se juntaram às fileiras dos defensores contra probabilidades desfavoráveis.
O relato histórico está de acordo com a lenda, pois ambos descrevem uma batalha brutal de desgaste, na qual homens e mulheres se uniram e se defenderam do ataque de Tamerlão. Malik Shalita e sua esposa - segundo a lenda vestidos de branco - são registrados como mortos nesta batalha.
O historiador assírio Arsano afirma que os meninos e meninas representam os jovens mortos que ascenderam ao céu porque morreram pela causa do cristianismo e em defesa de sua pátria. A natureza trágica do evento de 1401 deixou uma impressão tão indelével nas mentes dos sobreviventes que eles se lembraram da batalha final e honraram a memória dos mortos, reencenando a camaradagem dos homens e mulheres assírios que morreram defendendo sua pátria. No entanto, aqueles que conseguiram sobreviver aos massacres também em Bagdá foram forçados a fugir para as Montanhas de Zagros.
Existem muitas práticas tradicionais que os assírios observam ao celebrar Kalo d-Sulaqa (Dia da Ascensão). Mais comumente, em Hakkari, antes da Primeira Guerra Mundial, as meninas em cada aldeia se reuniam e escolhiam a mais bonita entre elas para ser a Kalo d-Sulaqa ('a Noiva da Ascensão') para aquele ano. Ela estaria vestida com um traje tradicional de casamento assírio e depois desfilava pela aldeia cantando e pedindo nozes e passas, que eles compartilhariam entre si em um banquete realizado depois em homenagem à 'noiva'.
Os assírios celebravam este dia como qualquer outra festa, com música, dança, comida e bebida, mas também com algumas diferenças. Além das meninas vestidas de noiva, havia também um costume praticado pelos assírios que viviam em Hakkari, onde cordas eram amarradas a fortes galhos de grandes árvores. Feito isso, todos os presentes tentariam escalar um, e quem não o fizesse significaria azar para eles, enquanto quem chegasse ao fim da corda e do galho teria a melhor sorte para o próximo ano. Isso foi feito para representar a Ascensão de Jesus e a eventual ressurreição dos mortos e o julgamento final. Esse costume raramente é praticado hoje, exceto em certas áreas nas extremidades mais ao norte do Iraque.
Em Urmi, por outro lado, era costume que as meninas das aldeias se vestissem de noiva e, ao fazer suas rondas pelas aldeias, também pediam centavos ou bugigangas. Isso é um reflexo da riqueza geralmente maior dos assírios nas planícies daquela região.
Diz-se também que o mesmo costume foi usado durante batalhas ferozes. Meninas, vestidas como noivas, receberam ordens de levar provisões para os homens que lutavam no campo de batalha. Suas mães, sabendo que talvez nunca mais voltassem, usavam esse costume para incutir coragem em suas filhas pequenas.
Na Síria, meninas e meninos se juntavam e formavam um casal, vestidos de noivos, e depois iam de porta em porta, cantando. Eles geralmente eram recompensados, não com dinheiro ou doces, mas com trigo, arroz, frutas e assim por diante. No final do dia, as crianças saíam para um campo para cozinhar e comer o que haviam coletado.
Esse costume, particular aos membros da Igreja do Oriente e da Igreja Católica Caldeia, sobrevive nessas comunidades em todo o mundo e é marcado por uma festa, muitas vezes só de mulheres. Também é um novo costume realizar uma recepção de casamento simulada completa com khigga, dança lenta, jantar e bolo, a única diferença é que a noiva, o noivo, o padrinho e a dama de honra são todas meninas.

## Rituais de casamento

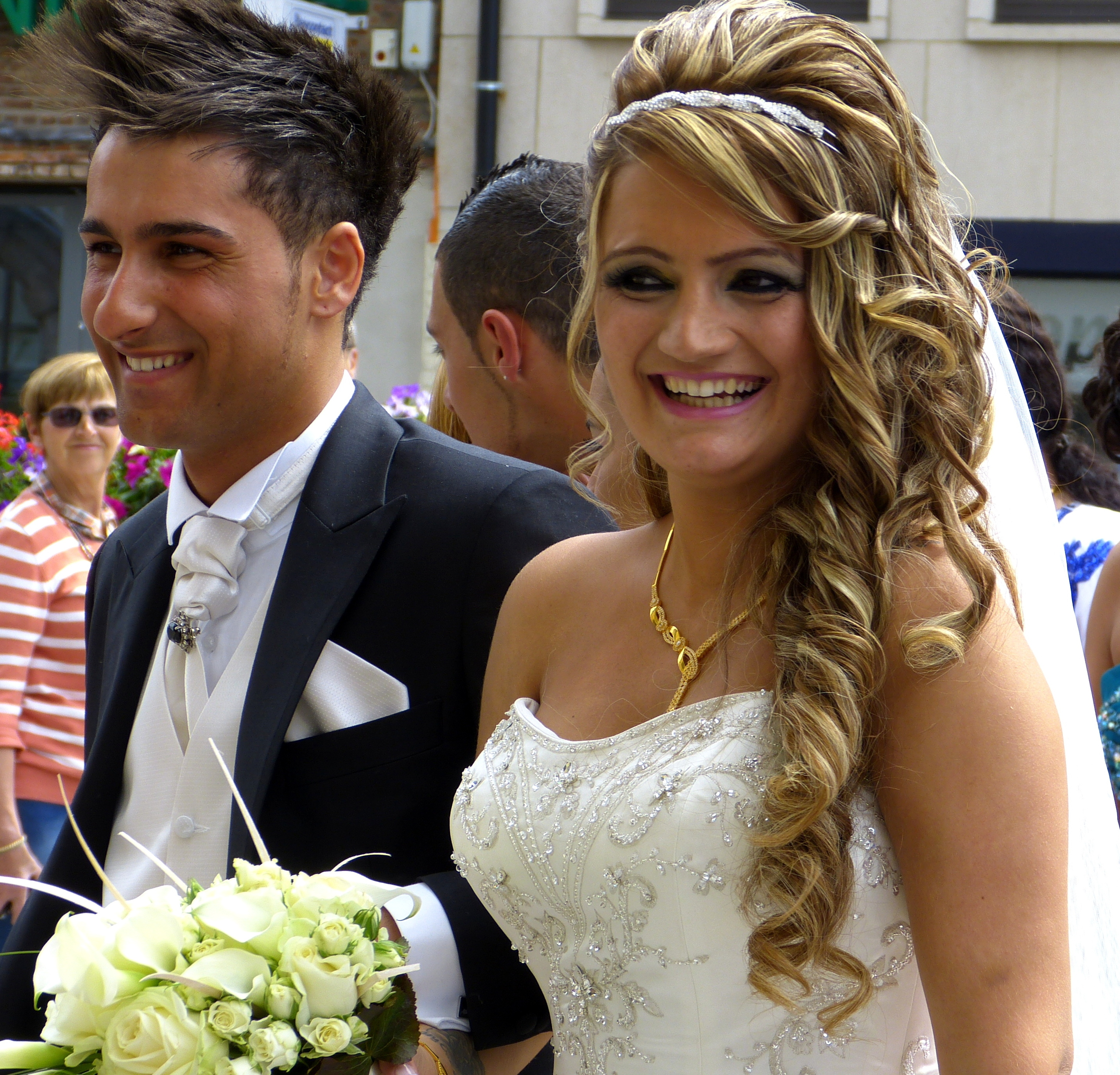
casamento assírio

### Niqda('Preço de noiva')
Preço de noiva é comumente praticado, mesmo entre aqueles que residem no mundo ocidental. A tradição envolveria a família do noivo pagando o pai da noiva. A quantia de dinheiro da noiva é alcançada por negociação entre grupos de pessoas de ambas as famílias. O estado social da família do noivo influencia o valor da noiva que deve ser paga. Quando o assunto estiver resolvido para contentamento de ambos os ménages, o pai do noivo pode beijar a mão do pai da noiva para expressar sua consideração e gratidão cavalheiresca.

### Burakha('Bênção')
A tradição do casamento onde os noivos são abençoados por um padre em uma igreja. O burakha tradicionalmente durava cerca de quatro horas, mas mais recentemente o evento dura cerca de uma hora. Alfinetes em forma de duas cruzes são geralmente colocados nas costas do noivo. Há alguns detalhes durante a cerimônia que diferem de aldeia para aldeia. Para afastar os maus espíritos, os assírios de Baz são conhecidos por terem alguém cutucando o noivo com uma agulha para afastar quaisquer maus espíritos enquanto os assírios de Tyari fazem barulho com o movimento de corte de tesouras.

## Rituais fúnebres

### Tradicional
Os rituais funerários dos assírios são descritos por Surma D'Bait Mar Shimun e a maneira pela qual os assírios das terras altas cuidavam de seus parentes mortos lembram o que Olmsted escreveu sobre como os antigos assírios cuidavam deles. Surma escreveu: "Em alguns distritos - como em Tkhuma, por exemplo - a comida também é colocada nas sepulturas e neste vale as sepulturas são muitas vezes feitas com um pequeno nicho ao lado delas tanto para este propósito quanto para colocar a luz." Sobre os costumes funerários dos antigos assírios, Olmsted escreve: "sempre a lâmpada foi deixada em um nicho, e até a fumaça ainda pode ser vista. Um grande jarro de água, um jarro e vários pratos formavam o restante do equipamento necessário para  a vida após a morte ..." Surma acrescenta; Na manhã da ressurreição, antes do amanhecer, os assírios nas terras altas visitaram os túmulos de seus entes queridos e acenderam velas em seu local de descanso. A saudação usual neste momento era "luz para o seu falecido".

### Contemporânea
Na tradição moderna, a família em luto recebe os hóspedes em uma casa aberta logo após a morte de um ente querido. Apenas café e chá amargo são servidos, mostrando o estado triste da família. Simbolicamente, alguns não vão beber o café na frente deles. No dia do funeral, uma missa memorial é realizada na igreja. No cemitério, as pessoas se reúnem e queimam incenso ao redor do túmulo enquanto clero canta hinos na língua síria. As parentes femininas mais próximas tradicionalmente choram ou lamentam (bilyaya) em uma demonstração pública de tristeza, com alguns batendo no peito, enquanto o caixão desce. Outras mulheres podem cantar um canto fúnebre ou uma sentimental trenodia (jnana, que são cantos curtos e rimados) para exaltar apaixonadamente o clima de luto no cemitério, semelhante a um oppari indiano. Zurna e dola podem ser tocados se o falecido for um homem jovem e solteiro.
Durante todas essas ocasiões, espera-se que todos se vistam de preto completo, informando passivamente à comunidade que enterraram recentemente um ente querido. Após o enterro, todos retornariam ao salão da igreja para o almoço da tarde e elogio. No salão, os parentes mais próximos sentam-se em uma longa mesa de frente para os convidados (semelhante à mesa de um noivo em um casamento) enquanto muitas pessoas passam antes de sair apertando as mãos, oferecendo suas condolências. No salão, tâmaras e halva podem servir para oferecer alguma "doçura" no amargo período de luto. No terceiro dia, os enlutados costumavam visitar o túmulo com um pastor para queimar incenso, simbolizando o triunfo de Jesus sobre a morte no terceiro dia, e 40 dias após o funeral (representando Jesus ascendendo ao céu), e em conclusão um ano para a data. Os enlutados também usam apenas preto até a marca de 40 dias, sem joias e normalmente não dançam ou celebram grandes eventos por um ano.

## Culinária assíria

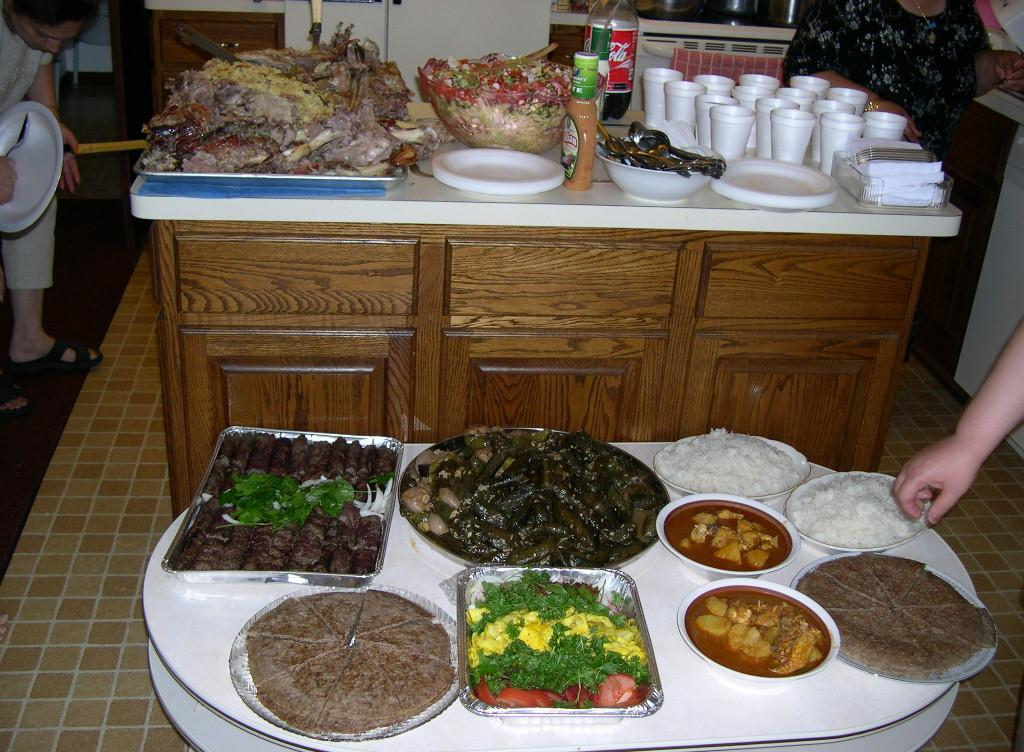
Cozinha típica assíria

A culinária assíria é a culinária do povo assírio étnico indígena, cristãos siríacos de língua aramaica oriental do Iraque, nordeste da Síria, noroeste do Irã e sudeste da Turquia. A culinária assíria é basicamente idêntica à culinária iraquiana/mesopotâmica, além de ser muito semelhante a outras culinárias do Oriente Médio e do Cáucaso, bem como a culinária grega, culinária levantina, culinária turca, culinária iraniana, culinária israelense e culinária armênia, com a maioria dos pratos sendo semelhantes às culinárias da área em que esses assírios vivem/são originários. É rico em grãos como cevada, carne, tomate, ervas, especiarias, queijo e batata, bem como produtos lácteos fermentados e picles.